# Ли Дэлян
Ли Дэля́н (кит. упр. 李德亮, пиньинь Lǐ Déliàng, р.6 сентября 1972) — китайский прыгун в воду, призёр Олимпийских игр.
Ли Дэлян родился в 1972 году в Гуанчжоу провинции Гуандун. В 1988 году завоевал бронзовую медаль Олимпийских игр в Сеуле. В 1989 году стал обладателем двух золотых медалей на Кубке мира по прыжкам в воду в Индианаполисе (США).